# Librije (Enkhuizen)

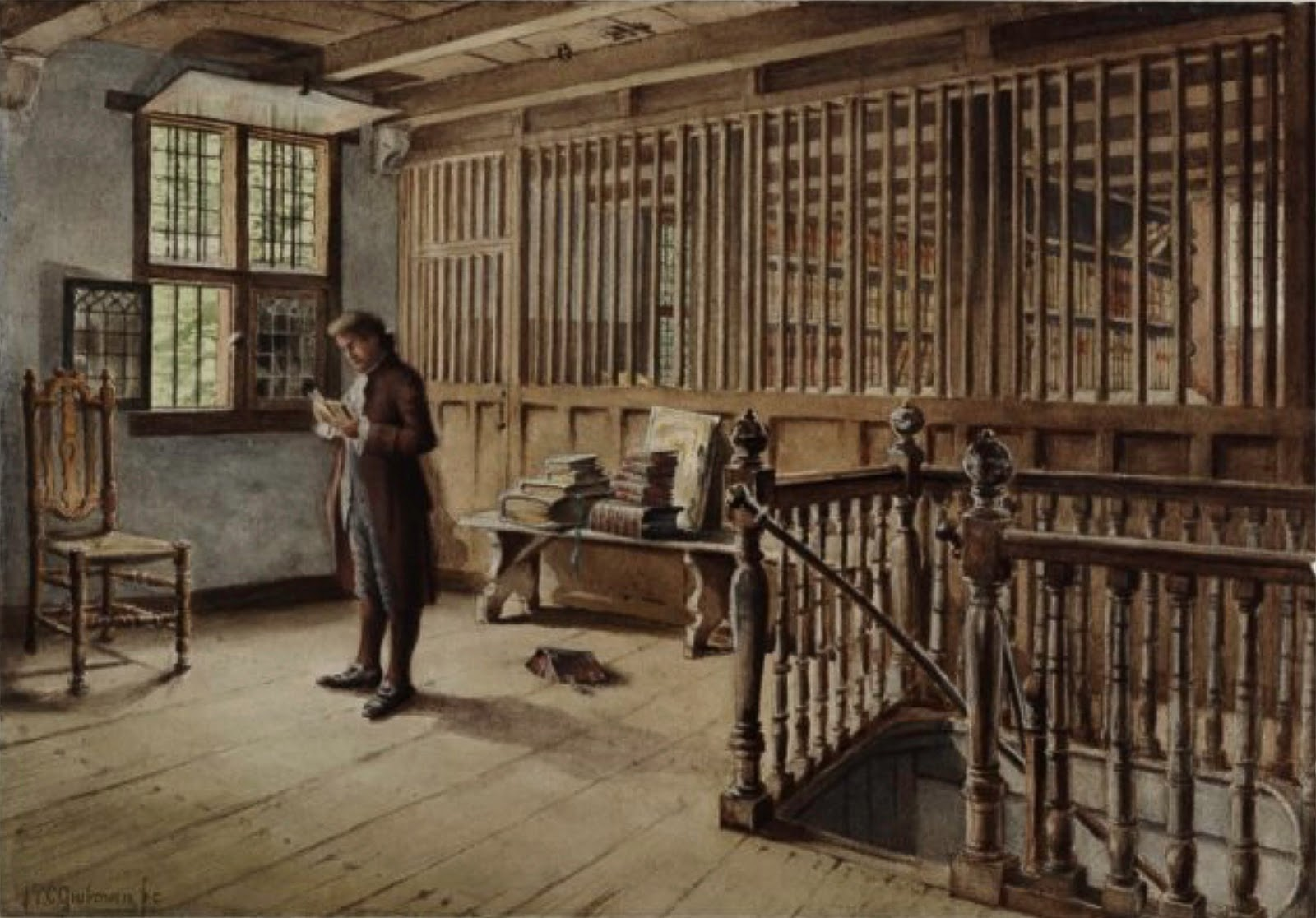
In 1693 werd een ‘traliewerck’ neergezet om de overloop te scheiden van het boekenvertrek dat daarna alleen met een sleutel kon worden geopend. Aquarel rond 1900 van Johan Paul Constantinus Grolman

De Librije van Enkhuizen, ook wel de Bibliotheca Enchusana, is een historische stadsbibliotheek uit 1615 in de Westerkerk in Enkhuizen. Deze librije alsmede de librije in Zutphen  zijn de enige twee historische stadsbibliotheken in Nederland die nog op de oorspronkelijke locatie gevestigd zijn.  Er was in ieder geval eind zestiende eeuw al sprake van een stedelijke boekerij in Enkhuizen. In een bewaard gebleven verslag van een vergadering  van de vroedschap van Enkhuizen van 9 oktober  1588 wordt vermeld dat 'is  geresolveert, dat mijn heeren Burgemeesteren sullen coopen de boecken die zaligher  Gerrit Jacobs in sijn leven dienaar des godl'woorts achtergelaten heeft'. Gerrit Jacobs was de predikant Gerardus Vesterman en tevens rector van de Latijnse school in Enkhuizen. Het is niet bekend waar deze boekerij gevestigd was. 
De periode 1590- 1610 kende een stedelijke groei van Enkhuizen. Met het groeiende boekenbezit ontstond de behoefte aan een betere huisvesting. Er werd naast het Zuiderportaal van de kerk een nieuw lokaal aan de kerk gebouwd  dat ook toegang gaf tot de consistoriekamer boven het portaal. De bovenverdieping werd ingericht als bibliotheek met zitbanken en leestafels. Dit is in 1614 of 1615 gebeurd. Het initiatief daartoe werd mogelijk genomen door de stadsarts van Enkhuizen, Bernardus Paludanus. Hij omschreef zichzelf in ieder geval in 1628 als de 'primus fundator' van de librije. 
Oorspronkelijk was deze librije geen kettingbibliotheek. In de eerste helft van de zeventiende eeuw verdwenen echter nogal wat werken uit de collectie. Vanaf 1657 werden alle boeken geketend aan een ijzeren roede die ter hoogte van de onderste planken van de boekenkasten was bevestigd. In 1838 vond in de Grote Kerk in Hoorn een brand plaats waarbij vrijwel alle ook daar geketende boeken verloren gingen. Kort die gebeurtenis werd in Enkhuizen besloten de boeken niet langer aan de ketting te leggen. 
Het stadsbestuur benoemde de bibiothecarissen. Vaak waren dat predikanten maar ook wel oud stadsbestuurders. Het was ook het stadsbestuur dat het mogelijk maakte dat bijvoorbeeld op veilingen boeken konden worden gekocht. Vanaf 1615  is een aantal aankopen geregistreerd. De omvang van de librije werd ook aangevuld door  schenkingen en legaten.

## Omvang boekenbestand

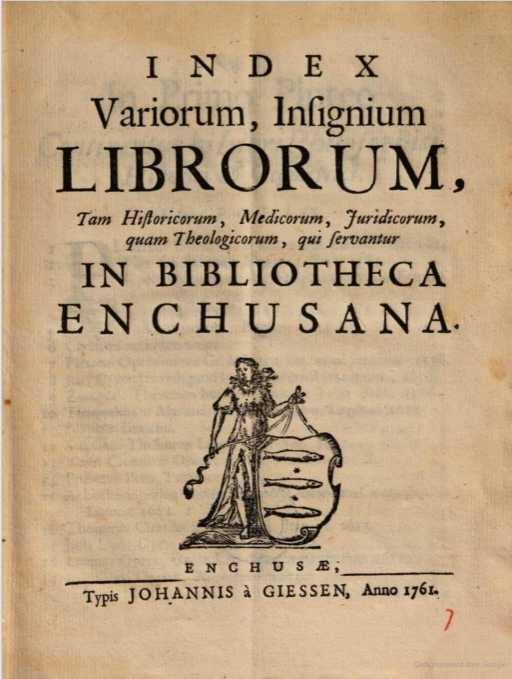
Titelpagina van de herdruk 1761 van de catalogus 1693

De eerste gedrukte catalogus dateert van 1693 en is met de aanvulling van slechts een titel herdrukt in 1761. In 2019 werden twee kastcatalogi ontdekt,  handgeschreven lijsten met boektitels die aan de kopse zijde van boekenkasten werden opgehangen. Deze beschrijven het bezit van de bibliotheek in 1634 en 1649. De kastcatalogus 1634 bevat  drie lijsten waarop 169 titels zijn geschreven van de boeken die op dat moment in de bibliotheek aanwezig waren. In de kastcatalogus van 1649 werden 196 boektitels beschreven. Deze kastcatalogus is een verder onbekend systeem, in Nederland alleen te vergelijken met de in 1664 gemaakte plankcatalogus van de librije van Gouda.
In de periode tussen 1649 en 1693 maakte de collectie een sterke groei door. Het boekenbestand verdubbelde bijna en groeide van 196 naar 384 titels. De librije had hiermee zijn min of meer definitieve omvang wel bereikt. De herdruk van de catalogus 1693 in 1761 bevatte slechts een titel meer. Dat was vooral het gevolg van de economische achteruitgang van Enkhuizen vanaf het einde van de zeventiende eeuw. Een vergelijking tussen de catalogi maakt duidelijk dat naast aanwinsten er ook tientallen boeken spoorloos verdwenen. Daaronder bijvoorbeeld acht titels van Calvijn  waardoor er in een collectie die sterk gedomineerd werd door de reformatorische theologie geen enkel werk van hem na 1649 meer aanwezig was. Ook een luxe door Christoffel Plantijn gedrukte editie van Spieghel der Zeevaerdt van de in Enkhuizen geboren en wonende Lucas Janszoon Waghenaer verdween spoorloos uit de collectie. Het huidige boekenbestand bestaat uit 516 folianten (339 titels) en 67 kwarto's (62 titels).   
Enkele topstukken uit de collectie zijn onder meer een compleet achtdelig exemplaar van de Biblia regia, De humani corporis fabrica libri septem (Zeven boeken over de bouw van het menselijk lichaam), van Andreas Vesalius en het Cruydeboeck van Rembert Dodoens
Vanaf 1798 was de Westerkerk alsmede de collectie boeken eigendom van de gereformeerde gemeente. In de negentiende eeuw raakte de librije in de vergetelheid. In de twintigste eeuw kwam meer aandacht voor de museale en culturele waarde van de collectie. Tijdens de Tweede Wereldoorlog werden de boeken zes jaar lang ondergebracht in het Enkhuizer kantoor van de Amsterdamsche Bank aan de Westerstraat. Een restauratie van de kerk vanaf 1980 en het verlies van de kerkelijke functie van de Westerkerk leidde tot een tijdelijke verhuizing van de collectie naar de Koninklijke Bibiotheek. Na de terugkeer van de collectie in de Westerkerk in 2013 werd het beheer daarvan overgedragen aan de daartoe opgerichte Stichting Librije Westerkerk Enkhuizen. 